# Łaskotki (seks)

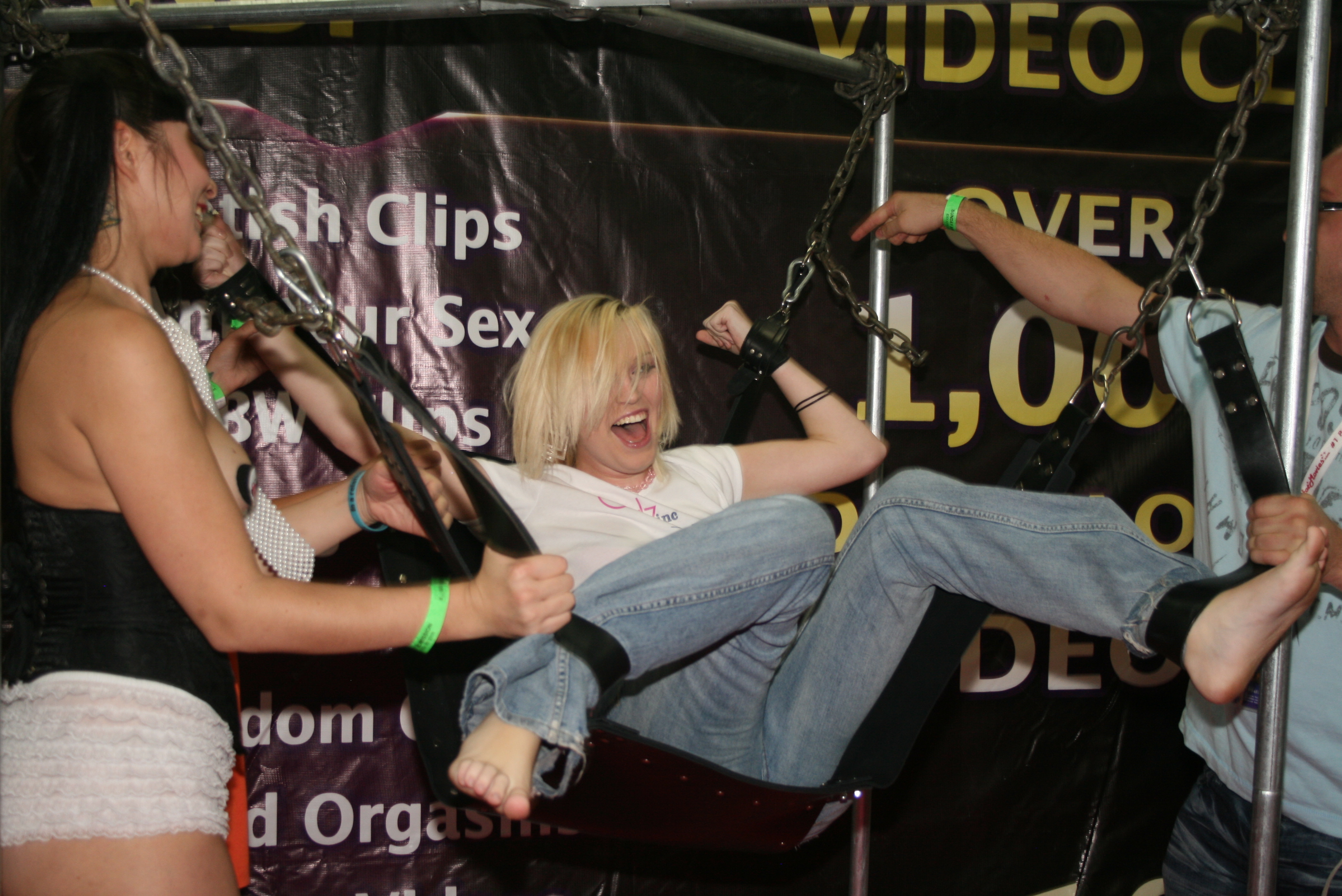
Kobieta łaskotana podczas Exxxotica Expo w Nowym Jorku w 2009

Łaskotki – praktyka seksualna, w której oboje lub jeden z partnerów odczuwa przyjemność seksualną z łaskotania lub bycia łaskotanym. Takie łaskotanie jest czasem jednym z elementów BDSM. Niektóre osoby lubią być łaskotane po genitaliach, stopach, talii, dołach pachowych, odbycie, albo piersiach.

## Terminologia
Knismolagnia oznacza zaspokajanie seksualne łaskotaniem. Jest często mylona z akarofilią, czyli zaspokajanie seksualne drapaniem.
Nadmierne łaskotanie zostało opisane jako pierwotna obsesja seksualna i jest czasami uważane za formę parafilii.

## Opis
Konsensualne łaskotanie można uznać za formę fizycznej intymności, ponieważ obejmuje dotykanie ciała jednej osoby przez drugą. Może służyć jako więź między przyjaciółmi lub zwykły akt znajomości i zaufania. Między dorosłymi czasami działa jako ujście dla energii seksualnej, a gry erotyczne, gra wstępna i seks są podstawowymi metodami takich działań.

## Zabawy z łaskotkami
Niektóre osoby biorą udział w grach lub konkursach łaskotania, które sprawdzają ich wytrzymałość na łaskotanie dla rozrywki, przyjemności erotycznej lub z innych powodów. Gry te mogą wiązać się z pewną formą fizycznego ograniczenia osoby, która ma być łaskotana, aby uniemożliwić jej ochronę łaskotanych miejsc lub w inny sposób zakłócać grę. Typowe pozycje dla łaskotania to związane ramiona, hogtie, rozłożone nogi, przy czym osoba jest związana, zakuta kajdankami lub w dybach. Ograniczenia mogą być pozostawione luźno, aby zwiększyć liczbę możliwych ruchów, ale nie są w stanie ochronić łaskotanych miejsc. Z drugiej strony niektórzy uczestnicy wolą bardzo ścisłą niewolę. Związana osoba może mieć również zasłonięte oczy, aby zwiększyć element niepokoju i zaskoczenia.
Osoby praktykujące tę formę stymulacji seksualnej mogą wcześniej ustalać specjalne słowo (ang. „safe word”), którego wypowiedzenie powoduje zakończenie lub zaczęcie łaskotania.